# Raghib Ismail
Raghib Ramadian Ismail, detto Rocket (Elizabeth, 18 novembre 1969), è un ex giocatore di football americano statunitense che ha giocato nel ruolo di wide receiver nella National Football League (NFL) e nella Canadian Football League (CFL). Al college ha giocato a football all'Università di Notre Dame.

## Carriera professionistica

### Canadian Football League
Pronosticato per essere la prima scelta assoluta del Draft NFL 1991, Ismail decise all'ultimo istante di firmare un contratto da record con i Toronto Argonauts della Canadian Football League a partire dalla stagione 1991. Per questo motivo, i Los Angeles Raiders lo scelsero come centesimo assoluto nel draft.
Sarebbe stato difficile offrire a Ismail abbastanza soldi per unirsi alla CFL, ma Bruce McNall, assieme al giocatore di hockey Wayne Gretzky e all'attore John Candy che avevano recentemente acquistato i Toronto Argonauts, ci provarono. Gli Argonauts fecero a Ismail un'offerta senza precedenti nella CFL: 18,2 milioni di dollari per quattro anni. Il valore medio per anno, 4,55 milioni, fu maggiore del salary cap per ogni squadra nella stagione 2006 (3,8 milioni). La CFL aveva un tetto salariale dal 1991, ma le regole consentivano un'eccezione per giocatori di eccezionale valore. Doug Flutie dei BC Lions stava per venire pagato un milione di dollari grazie a quell'eccezione, ma il contratto di Ismail era qualcosa senza precedenti nella storia del football nordamericano. A titolo di paragone, il giocatore più pagato della NFL quell'anno era Joe Montana con 3,25 milioni di dollari a stagione.
Ismail si unì agli Argonauts in tempo per la stagione 1991 e nella sua prima partita ritornò un kickoff per 73 yard. La sua stagione da rookie si concluse nella settantanovesima Grey Cup. Segnò un touchdown da 87 yard su ritorno da kickoff e fu nominato miglior giocatore della gara, vinta contro i Calgary Stampeders 36–21. Fu convocato per l'All-Star Game come wide receiver e finì secondo dietro a Jon Volpe per il premio di rookie dell'anno.
Nel 1992 Ismail superò il record di franchigia di Michael Clemons per yard ritornate in una stagione. Ismail però era infelice in Canada e gli Argonauts scesero a un record di 6–12, mancando i playoff. Con McNall che stava affrontando problemi finanziari, lasciò la squadra a fine stagione e firmò con i Los Angeles Raiders.

### National Football League
Nel 1993 nella National Football League Ismail ricevette 353 yard. L'anno successivo terminò con 513 yard ricevute e 5 touchdown.
Dopo la stagione 1995, Ismail fu scambiato coi Carolina Panthers per una scelta del quinto giro. Nel 1996 i Panthers, sotto la direzione del capo-allenatore Dom Capers, terminarono con un record di 12–4, ma Ismail fece registrare un minimo in carriera di 214 yard, senza alcuna marcatura. Nel 1997 terminò con 419 yard e 2 TD.
Nel 1998, Ismail totalizzò 69 ricezioni per 1.024 yards, a due yard dal raddoppiare quanto fatto registrare complessivamente in carriera, e otto touchdown.
Nel 1999, Ismail firmò coi Dallas Cowboys come free agent, guadagnando un primato in carriera di 1.097 yard con sei touchdown. Nel 2000, gli infortuni causati dai postumi di uno scontro col compagno Dat Nguyen durante il training camp limitarono Ismail a sole otto gare disputate. Dopo la stagione 2001 fu svincolato, concludendo la sua carriera da professionista.

## Palmarès
- Walter Camp Award: 1

1990
- Vittoria della Grey Cup: 1

1991
- MVP della Grey Cup: 1

1991
- CFL All-Star: 1

1991

## Statistiche
NFL
| Ricezioni         | 363   |
| Yard su ricezione | 5.295 |
| Touchdown         | 30    |